# Brembo
Brembo S.p.A. — італійський виробник автомобільних гальмівних систем, особливо для високопродуктивних автомобілів та мотоциклів. Головний офіс знаходиться у місті Стеццано, недалеко від Бергамо, на північний схід від Мілана, Італія.

## Історія
Компанія була створена в 1961 році в Паладіні, поблизу Бергамо, яке розташоване на схід від річки Брембо. Незабаром після утворення компанії вона спеціалізувалася на дискових гальмах, які на той час були імпортовані з Великої Британії. У 1964 році компанія уклала контракт на поставку з Alfa Romeo. У 1966 році вона стала постачальником гальмівних компонентів для Moto Guzzi.
У 1980-х Брембо почав поставляти гальма BMW, Chrysler, Ferrari, Mercedes-Benz, Nissan та Porsche. У 1995 році компанія вийшла на Міланську фондову біржу.
Штаб-квартира корпорації розташована в Стеццано, а компанія має понад 10634 співробітника в Італії та у філіях у Бразилії, Китаї, Японії, Мексиці, США, Польщі, Іспанії, Швеції та Великої Британії. У 2000 році Brembo придбав британський виробник гоночних гальм та зчеплення AP Racing (колишній підрозділ Automotive Products).
9 листопада 2007 року підрозділ автомобільних гальмівних компонентів Hayes Lemmerz був придбаний північноамериканською дочірньою компанією Brembo. Приблизно 39,6 мільйонів євро продажу включали виробничі потужності в Гомері, штат Мічиган та Аподака, Мексика, та приблизно 250 працівників.
В офіційному прес-релізі від 21 травня 2014 р. було оголошено про розширення потужності Мічигану на 83 млн євро. 2 грудня 2014 року Brembo оголосив про плани інвестувати 32 мільйони євро у виробниче приміщення площею 31 500 квадратних метрів, яке, за прогнозами, вироблятиме 2 мільйони алюмінієвих супортів щороку. Нинішні очікування — це початкова експлуатація, яка починається в 2016 році, а повна експлуатація — до кінця 2018 року.
5 березня 2015 р. заступник голови Брембо Маттео Тірабосі повідомив про зростання продажів компанії в 2014 році на 15 % — до 1,8 млрд євро та зростання чистого прибутку на 45 % — до 129,1 млн євро. Він також повідомив, що вивчаються можливості придбання активів з акцентом на автомобільний та авіаційний сектори.
Станом на 2019 рік Brembo присутній у 14 країнах світу.

## Продукти

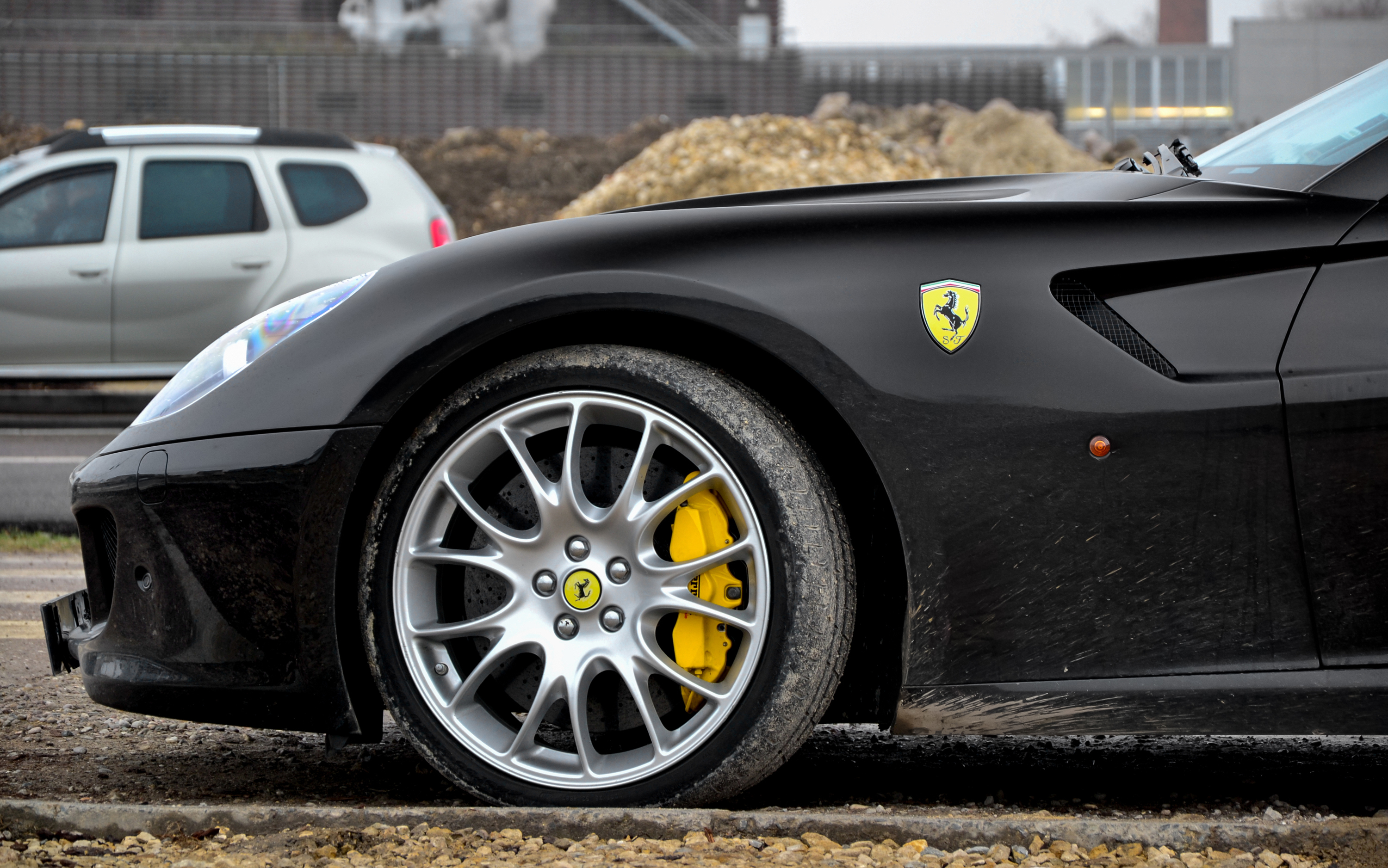
Ferrari 599 GTB Fiorano з жовтими гальмами Brembo

Brembo спеціалізується на ефективних гальмівних системах та компонентах, а також проводить дослідження гальмівних систем. Brembo продає понад 1300 товарів по всьому світу і відомий своїми запасними частинами автомобільних гальмівних компонентів, включаючи супорти, барабани, ротори та гальмівні магістралі. За винятком північноамериканського ринку, Brembo володіє ливарними цехами, які виробляють вихідні матеріали та постачають виробничі заводи. На всіх інших ринках компанія контролює всю виробничу систему від сировини до дистрибуції. Компанія має сертифікати QS9000 та ISO 9001.

## Автоспорт
Гальма Brembo також використовуються різними командами Формули-1, включаючи Ferrari, та постачальниками гальм більшості команд MotoGP (гальма Nissin використовувались командою Гресіні в сезоні 2014). Починаючи з сезону 2012 року, Brembo також є офіційним постачальником гальм для серій IndyCar до сезону 2016 (цілий) та 2017 (лише суппорт). Починаючи з 5 сезону, Brembo постачає всю гальмівну систему до всіх автомобілів Spark Racing Technology Gen2 у Формулі E. З 2005 року Brembo також є офіційним постачальником гальмівних супортів для серії GP2, пізніше чемпіонату FIA Формули-2, і офіційним постачальником гальм для серії GP3, пізніше чемпіонату FIA Formula 3, з 2010 року. Brembo також є ексклюзивним постачальником всієї гальмівної системи для Кубка світу MotoE.
В даний час гальма AP Racing також використовуються автомобілями класу GT500 серії Super GT, автомобілями DTM, а також офіційним постачальником гальм у чемпіонаті Supercars.

## Бренди Brembo Group
- AP — Автомобільні гальма
- AP Racing — гоночні мотоциклічні та автомобільні зчеплення та гальма
- Breco — диски та барабани післяпродажного обслуговування
- Brembo — гальма високого класу
- ByBre — гальма для скутерів та мотоциклів малого та середнього розміру в Бразилії, Росії, Індії, Китаї та Південно-Східній Азії
- Marchesini — Колеса
- Villar — диски післяпродажного обслуговування